# Alta Lusàcia
L'Alta Lusàcia (alemany Oberlausitz, alt sòrab Hornja Łužica, baix sòrab Górna Łužyca, polonès Łużyce Górne) és una regió històrica que ocupa la part meridional de la Lusàcia. gran part dels estats federats de Saxònia i Brandenburg (Alemanya), així com petites parts de la República de Polònia.

## Situació
A Saxònia abasta aproximadament els districtes de Bautzen i Görlitz, així com les dues ciutats independents (kreisfreie Stadt) de Görlitz i Hoyerswerda.
A l'estat federat de Brandenburg en forma part el sud dels districtes de Oberspreewald-Lausitz fins a l'Oberlausitz (anteriorment Kreis Senftenberg), les ciutats de Ruhland i Ortrand. Des de l'any 1945, una part de Polònia entre els rius Neiße i Kwisa pertany administrativament al Woiwodschaft Niederschlesien (en polonès: Dolnośląskie).
La capital històrica de l'Alta Lusàcia és Bautzen, i la ciutat més gran de la regió és Görlitz (Zgorzelec), repartida entre Alemanya i Polònia des de 1945. El nom d'Alta Lusàcia és registrat des de finals del segle xv i diferenciat de la Baixa Lusàcia. Originalment, la regió era anomenada simplement Lusàcia, derivat de la tribu eslava dels lusici que hi vivien, o més tard terra de Budissin, que després va adoptar el nom d'Alta Lusàcia. Des d'aleshores, es distingeix entre l'Alta i Baixa Lusàcia. Ambdues Lusàcies són la llar del poble eslau de l'oest, els sòrabs, així com d'alemanys i silesians.

## Geografia i naturalesa

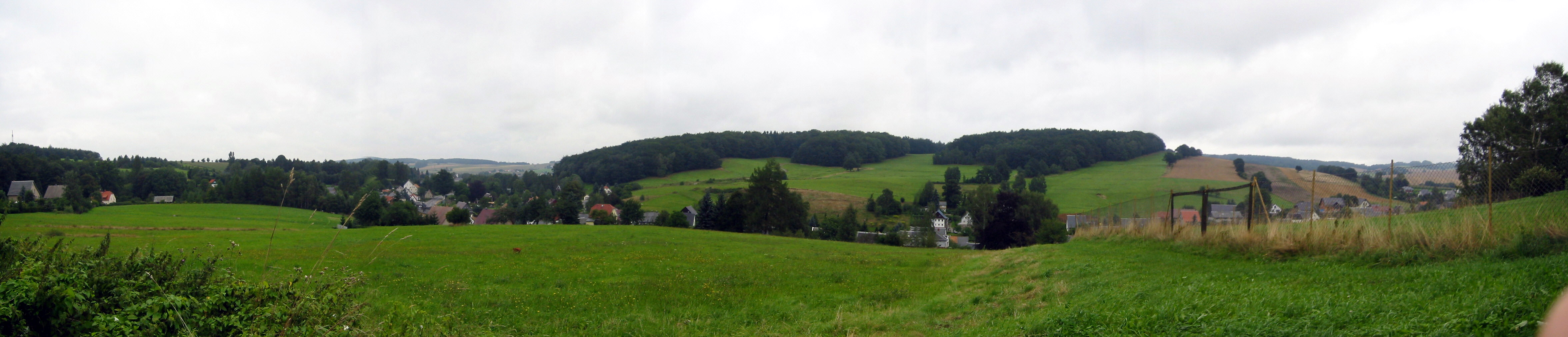
Turons vora Steinigtwolmsdorf, Alta Lusàcia

Geomorfològicament, l'Alta Lusàcia és formada per l'uniforme massís de granit lusaci, només al nord i nord-est, la planura Oberlausitzer Heide-und Teichlandschaft 'està formada en el Plistocè. La UNESCO ha declarat aquesta àrea com a Reserva de la Biosfera el 1996, en particular per la protecció de les llúdries. La part central és muntanyosa, mentre que el sud es caracteritza pels turons de Lusàcia
Les elevacions més altes de la part alemanya de l'Alta Lusàcia es troben a les muntanyes de Zittau, una part de les Muntanyes de Lusàcia, que, tanmateix, són en la seva majoria a la República Txeca. Les elevacions més importants de l'Alta Lusàcia són: Lausche (793 m) Hochwald (749 m), Landeskrone (420 m), Löbauer Berg (448 m), Kottmar (583 m), Czorneboh (561 m), Bieleboh (499 m) i Valtenberg (587 metres). El punt més alt de l'Alta Lusàcia històrica, 1.123 m, esetà a uns 500 metres a l'est de la cimera en el vessant del Smrk (alemany: Tafelfichte), el triangle fronterer Alta Lusàcia, Silèsia i Bohèmia.
Tots els rius principals flueixen de sud a nord. A l'oest, el riu Pulsnitz va formar antigament la frontera del país amb Saxònia. El riu Spree té el seu origen a l'extrem sud del país i flueix a través de Bautzen. El Neisse Lusaci (polonès: Nysa Łużycka) avui constitueix la frontera entre Alemanya i Polònia. El riu neix de les muntanyes txeques Jizera, entra a l'Alta Lusàcia prop de Zittau, flueix a través de Görlitz i surt del país a Bad Muskau cap a la Baixa Lusàcia. La majoria dels rius més petits es diuen Wasser (aigua), sovint en combinació amb un nom del poble.
La frontera oriental de la històrica Alta Lusàcia va estar marcada pel riu Kwisa, que passa per Lubań i continua cap al nord de Silèsia al riu Bobr. Especialment els turons entre Kamenz i Löbau estaven ben adaptats per a l'agricultura i segueixen sent molt rendibles.
En el segle xix, a la part septentrional de l'Alta Lusàcia, a l'est de banda i banda del riu Neisse i al voltant de Hoyerswerda, es van trobar grans quantitats de lignit. L'excavació en rases obertes va destruir gran part del paisatge cultural tradicional. Actualment el forat de Nochten, al sud de Weißwasser i Turów a la part polonesa encara està actiu. Moltes de les antigues mines de carbó han estat restaurades des de la dècada de 1970, especialment després del 1990, quan es va prestar especial atenció a revitalitzar el paisatge.

## Població

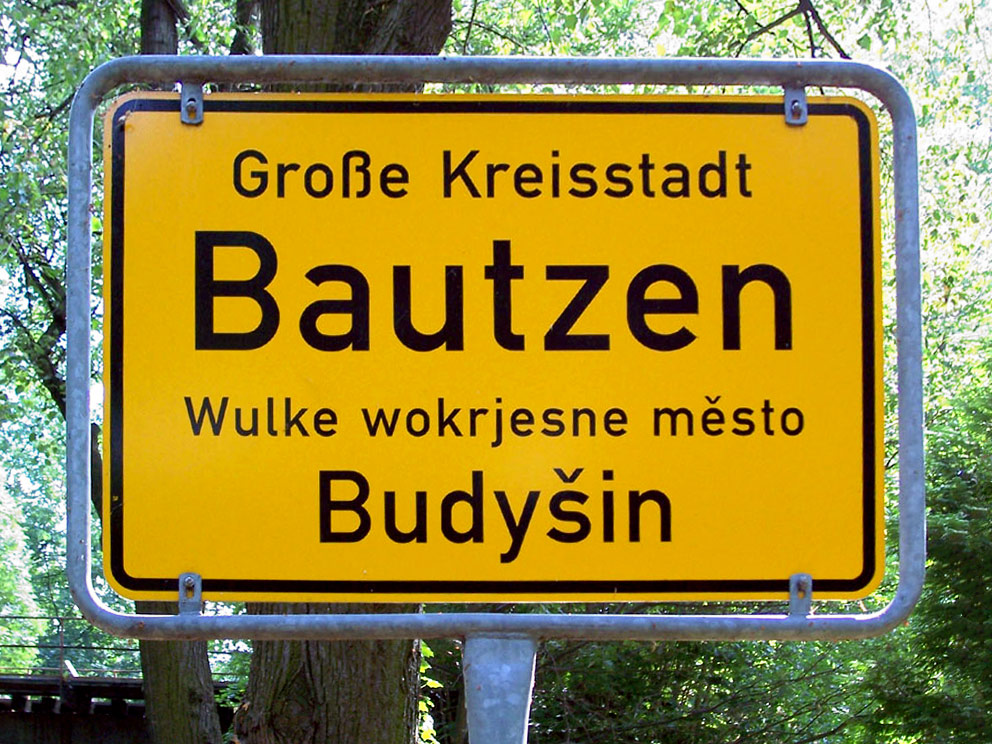
Senyal bilingüe a Bautzen

Aproximadament hi viuen unes 780.000 persones, d'elles 157.000 a la part polonesa. Una part del país pertany a la zona d'assentament dels sòrabs. Entre Kamenz, Bautzen i Hoyerswerda, unes 20.000 persones parlen alt sòrab. Però la població alemanya tampoc és culturalment homogènia, les fronteres culturals poden ser perfectament identificades pels grups de dialectes diferents. Mentre que a la regió de Bautzen es parla alt alemany, al sud s'hi parla el dialecte de l'alt lusacià (Oberlausitzisch), un antic dialecte del fràncic. A l'est es parla parcialment silesià. La major densitat de població es troba a la ciutat alemanya-polonesa de Görlitz-Zgorzelec, amb 91.000 habitants, 33.000 a la part polonesa.
A la part alemanya de l'Alta Lusàcia la població disminueix des de fa gairebé 20 anys. Els joves surten de la regió perquè l'atur a l'Est de Saxònia és particularment alt. Això i la baixa taxa de natalitat condueixen a l'envelliment sever de la població. En absència de llocs de treball disponibles hi ha poca afluència d'estrangers. La part polonesa de l'Alta Lusàcia és, a part de Zgorzelec, Lubań i Bogatynia, escassament poblada i forma part de les regions estructuralment febles de Polònia. Només la central energètica de carbó de Turów ofereix una petita quantitat de llocs de treball industrials.

## Història

### Orígens
Segons la investigació actual de la zona de l'Alta Lusàcia, durant mil·lennis ha estat de les zones d'assentament. Els caçadors de la mitjana Edat de Pedra (fins a l'any 8000 aC) només van creuar la zona. Fins i tot les més antigues cultures dels agricultors (4500 aC a 3300 aC) hi deixaren poques petges. A la primerenca edat de Bronze (segle XI aC al segle IX aC) la gent de la cultura lusaciana va entrar a la regió abans deshabitades de Bohèmia i el Neisse. Hi ha documentats camins entre les zones d'assentaments al voltant de Bautzen i Zittau. Un turó fortificada del segle X aC, a Schafsberg prop de Löbau, va tenir un paper especial. Un altre assentament important va ser el penya-segat sobre el riu Spree, on posteriorment s'hi construiria Ortenburg, a la ciutat de Bautzen, centre administratiu de l'Alta Lusàcia.
Els eslaus es van instal·lar des del segle vii a l'Alta Lusàcia. A la zona entre les actuals ciutats de Kamenz i Löbau hi havia la tribu dels Milceni, i el seu centre va ser una ciutat fortificada a Ortenburg (Bautzen). Un altre assentament eslau era situat a la vall del riu Neisse. La població rural sòrab va erigir nombrosos turons fortificats, que eren centres de les tribus i refugis, però també les residències de la noblesa eslava.

### Primer control alemany
El desenvolupament independent de les tribus eslaves es va interrompre al segle x per l'expansió de l'Estat alemany. Amb les incursions de 921/922 i 928/929 Enric I va iniciar un període de submissió militar dels sòrabs. Els milceni foren forçats a pagar tribut el 932. Després de la mort d'Enric el 936 els milceni es van independitzar, però van ser sotmesos novament el 939 pel rei Otó I. Com a resultat, l'àrea de la milceni, tot i les persistents guerres, es va convertir en part de l'Ostmark sota marcgravi Gero i després del 965 de la Marcgraviat de Meissen. Tota la gran xarxa de castells a les zones frontereres es van reforçar com a punts de partida per a noves conquestes.
En lloc dels castells milceni s'hi instal·laren burgs emmurallats alemanys (esmentades per primera vegada el 1006), com l'Ortenburg a Bautzen, o els castells en Göda i Doberschau. L'any 1002 la ciutat de Bautzen va ser esmentada per primera vegada per Thietmar de Merseburg. Fins a la segona meitat del segle x la lluita va continuar, i en 990 el milceni van ser finalment sotmesos pel marcgravi Ekkehard I de Meissen. L'església de l'Alta Lusàcia va ser assignada a la diòcesi de Meissen el 968. En 1007, la diòcesi va rebre la primera donació de la terra milceni, els castells Ostrusna (probablement Ostritz) i Godobi (Göda). Per a 1091, fou declarada una nova donació a l'església. L'emperador Enric IV van traslladar cinc llogarets a la zona de Milsca (Milzenerland), quatre d'ells al sud de Göda.
Aviat el govern feudal alemany fou amenaçat pel Regne de Polònia ascendent i la seva expansió occidental. El 1002 Bolesław I Chrobry forçà l'emperador Enric II a infeudar-li el gau Milsca. Després de diversos infeudaments volàtils i amargs ambdós van signar la pau de Bautzen de 30 de gener de 1018, que assignà la terra Milsca (Alta Lusàcia) i la terra Lusatia (avui Baixa Lusàcia) a Polònia. Després de la victòria de Conrad II sobre el rei Mieszko II de Polònia el 1031 l'Alta Lusàcia va tornar a estar sota el domini dels marcgraves de Meissen.
El 1076 Enric IV va donar a la terra Budissin a Vratislav II de Bohèmia com a feu imperial. El gendre de Vratislav, comte Wiprecht I de Groitzsch, hi va governar de manera independent el 1084-1108 des d'Ortenburg. Del 1144 està documentat que la província de Zagost, l'àrea al sud-est de Görlitz al voltant de Seidenberg, era part de la terra Budissin. També en aquesta regió de la diòcesi de Meissen fou equiparada amb la possessió. L'Alta Lusàcia arribat al Queis, la frontera de Silèsia, i la seva major expansió cap a l'est s'assolí en el segle xii.
El 1156 l'emperador alemany Frederic I Barba-roja va signar una aliança amb Vladislav II de Bohèmia. No sols li va prometre la corona reial sinó també la investidura amb el castell i país de Budissin, que es va convertir en realitat dos anys després. Amb això comença el període bohemi en la història de l'Alta Lusàcia, amb conseqüències de gran abast per al desenvolupament del país.

### Domini de Bohèmia
En el primer segle del domini de Bohèmia es van establir totes les ciutats importants de l'Alta Lusàcia, i totes les principals institucions religioses del país - a part de Bautzen -. El bisbe Bru II de 1213 a 1218 va establir el monestir de St. Petri a Bautzen, que va ser ricament dotat pel rei Přemysl Otakar I de Bohèmia i els seus successors; la reina Kunigunda va donar el 1234 el monestir cistercenc de St. Marienthal, subjecte a la diòcesi de Praga el 1244, i Bernhard Kamenz fundà el 1248 el segon monestir cistercenc de St. Marienstern a Kamenz.
La tala de boscos des del 1100, duta a terme principalment per camperols sòrabs, va ampliar la terra conreada. Van sorgir nous assentaments als voltants de Hoyerswerda. L'expansió del país es va intensificar a mitjans del segle xii sota els reis txecs, i es va dur a terme gairebé en competència amb els bisbes de Meissen. Van ser introduïts agricultors alemanys, que va aclarir les àrees forestals grans i va crear moltes noves viles. Sovint les aldees sòrabs s'estenien al costat dels colons alemanys. Els nous agricultors alemanys estaven legalment en millor situació que la població ja establerta. La majoria dels pagesos eren serfs sòrabs i va haver de fer feines pesades. Els pobles nous (la majoria alemanys) podien gestionar els seus assumptes de manera relativament autònoma. Quan els pagesos sòrabs van participar en el Landesausbau (desenvolupament del país), gaudien dels mateixos drets que els colons alemanys.
A causa de la immigració des de l'oest del riu Elba es va formar alta noblesa d'Alta Lusàcia que controlava la terra en nom del rei o dels marcgraves i a canvi va rebre el país com a feu. El país mateix pertanyia al rei. El 1241 el límit entre les possessions del bisbat de Meissen i de les possessions de la corona de Bohèmia a l'Alta Lusàcia van ser acordades per contracte.
Entre 1253 (mort del rei Venceslau I) i 1262 la dinastia dels ascanis posseïa el país de Budissin. Ni la data exacta de l'adquisició ni la forma jurídica de la propietat - feu, matrimoni o compromís d'Estat - es pot establir amb certesa. Amb l'establiment de vogts com a autoritats de la terra dels ascanis es va crear el càrrec més important a l'Alta Lusàcia. En principi, les competències dels burggraves i jutges dels temps bohemis es van unir en una mà i fins i tot es van expandir. El vogt era delegat del governant i el funcionari més alt del país, va decidir en els afers feudals, de peu davant del Tribunal Suprem i va ser comandant en cap. El Vogts de la terra va romandre en el poder fins després de la Guerra de Trenta Anys, encara que la pràctica administrativa canvia amb freqüència.
Durant el regnat de la casa dels Ascanis la divisió d'Alta Lusàcia, en els països de Bautzen (Budissin) i Görlitz pel marcgravi Otó IV de Brandenburg el 1268 va ser l'esdeveniment més important. Tot i que l'autonomia del ducat de Görlitz va acabar el 1329 (poc més tard va reviure entre 1377 i 1396) va dividir permanentment el país noble i l'administració municipal. La terra de Görlitz va organitzar les seves pròpies reunions de nobles, que continuaren quan es reunificaren els dos països. Görlitz, centre de la part oriental del país, va cobrar importància ràpidament i es va convertir en la ciutat més forta econòmicament de l'Alta Lusàcia.
Després de l'extinció dels ascanis de Brandenburg el 1319 els prínceps dels territoris veïns, inclòs el rei de Bohèmia Joan I de la casa de Luxemburg, va reclamar l'Alta Lusàcia per a ells mateixos. El rei de Bohèmia va rebre les terres de Bautzen el 1319 de l'emperador alemany Lluís IV, el país oriental, el país de Görlitz, com a dot presa al duc de Silèsia Enric I de Jauer (amb l'excepció de la zona al voltant de Lauban). El 1329 es va cedir al rei de Bohèmia. En el mateix any Joan incorporà la "terra et civitas goerlic" a la corona bohèmia, que va crear lligams molt estrets amb l'Alta Lusàcia, sense que afectés a l'ordre intern lusaci.

### La Lliga de Lusàcia
El 1346 les cinc ciutats reials de l'Alta Lusàcia (Bautzen, Görlitz, Löbau, Kamenz i Lauban) i la ciutat encara bohèmia de Zittau van fundar la Lliga Lusàcia (Sechstädtebund). Les forces unides de les ciutats havien de garantir la pau pública i anul·lar els barons lladres. Aquest va ser també en el sentit de sobirania, per què l'emperador Carles IV va recolzar les ciutats amb nombrosos privilegis. Els sis municipis en el període posterior van ser capaços de prevaler amb èxit contra la noblesa. Amb la seva gran prosperitat econòmica van guanyar influència política. Van ser capaces de comprar nombrosos pobles en els següents 200 anys i una proporció important del país va caure sota el domini directe dels ajuntaments. A més, en el marc de l'anomenada Weichbild reforçaren la seva jurisdicció sobre grans parts de la cavalleria i les seves possessions.
Quan la revolució dels hussites va esclatar a començaments del segle xv a Bohèmia, l'Alta Lusàcia va prendre una postura adversa a la reforma txeca. En aliança amb l'emperador Segimon i la Baixa Lusàcia la Lliga Lusàcia va fer la guerra contra els exèrcits dels hussites. Kamenz, Reichenbach, Löbau, Zittau i Lauban foren conquerides i desvastades pels hussites. Només les dues grans ciutats, Bautzen i Görlitz, podien fer front als setges. La guerra va facilitar els vincles de l'Alta Lusàcia amb la corona de Bohèmia, i a causa de la debilitat del regne els assumptes interns del marcgraviat estaven regulades en gran manera sense intervenció reial. Durant aquest temps el Landtag (dieta) de l'Alta Lusàcia es va convertir en el principal instrument de la llibertat de les propietats.
El 1469 els feus de l'Alta Lusàcia es van separar del rei de Bohèmia Jordi de Poděbrady a causa de la seva confessió utraquista, que el Papa havia condemnat com herètica. L'Alta Lusàcia va retre homenatge al nou pretendent, Maties Corví d'Hongria, que va governar sobre Moràvia, Silèsia i totes dues Lusàcies, però mai va poder conquerir Bohèmia. Fins a la pau d'Olmütz (1479) la lliga lusàcia va prendre part en la guerra per la corona de Bohèmia. Maties va tractar d'administrar el seu país de manera més eficient. A Silèsia hi va instal·lar un oberlandeshauptmann (alt governador), al qual van ser sotmesos les dues Lusàcies. Això es va considerar una amenaça a l'autonomia de l'Alta Lusàcia.
Amb la mort de Maties Corví el 1490 l'Alta Lusàcia va tornar a ser part del regne de Bohèmia. L'odiat vogt de la terra Georg von Stein va ser immediatament expulsat del Bautzens Ortenburg després de la mort del seu senyor.
A finals del segle xv el sistema polític del marcgraviat era estabilitzat. El representant del sobirà absent era el vogt de la terra, tradicionalment membre de la noblesa txeca. Abans de 1620, només un noble de l'Alta Lusàcia detingué aquest càrrec. D'altra banda, a Bautzen i Görlitz hi havia dos amtshauptmänner. Aquests tres oficials, amb diversos secretaris, van formar la total administració reial.
El centre del país era el Landtag. Des del segle xv prelats, nobles i ciutats podrien, sense el consentiment del rei, reunir-se-hi i prendre-hi decisions. Així, el Landtag va ser, al costat del rei, l'òrgan legislatiu de l'Alta Lusàcia. d had the effect that there were only two voting estates: El poder de les ciutats tenien el sentit que només hi havia dues propietats de vot:
1. Les propietats del país, integrades pels cavallers, els quatre monestirs de Sant Marienstern, St Marienthal, el convent de la Magdalena a Lauban, la Catedral de Bautzen, i la cavalleria.
2. les sis ciutats de la Lliga de Lusàcia

Les ciutats tenien amplis poders judicials sobre els súbdits de molts cavallers i sobre els mateixos nobles. La Cort Suprema era el tribunal de la terra i les ciutats, que es va formar conjuntament pels dos estaments. La decisió era definitiva i no podia ser canviada a les corts reials de Praga.